# Cyrus (Minnesota)
Cyrus es una ciudad ubicada en el condado de Pope en el estado estadounidense de Minnesota. En el Censo de 2010 tenía una población de 288 habitantes y una densidad poblacional de 391,54 personas por km².

## Geografía
Cyrus se encuentra ubicada en las coordenadas 45°36′53″N 95°44′16″O / 45.61472, -95.73778. Según la Oficina del Censo de los Estados Unidos, Cyrus tiene una superficie total de 0.74 km², de la cual 0.74 km² corresponden a tierra firme y (0%) 0 km² es agua.

## Demografía
Según el censo de 2010, había 288 personas residiendo en Cyrus. La densidad de población era de 391,54 hab./km². De los 288 habitantes, Cyrus estaba compuesto por el 95.83% blancos, el 0.69% eran afroamericanos, el 0.35% eran amerindios, el 0% eran asiáticos, el 0% eran isleños del Pacífico, el 0% eran de otras razas y el 3.13% pertenecían a dos o más razas. Del total de la población el 0% eran hispanos o latinos de cualquier raza.